# Johann Andreas Hünigen
Johann Andreas Hünigen (* 13. August 1712 in Kleinsedlitz bei Heidenau; † 15. November 1781 in Zittau) war ein deutscher Baumeister, Zimmermeister und Oberbauschreiber.

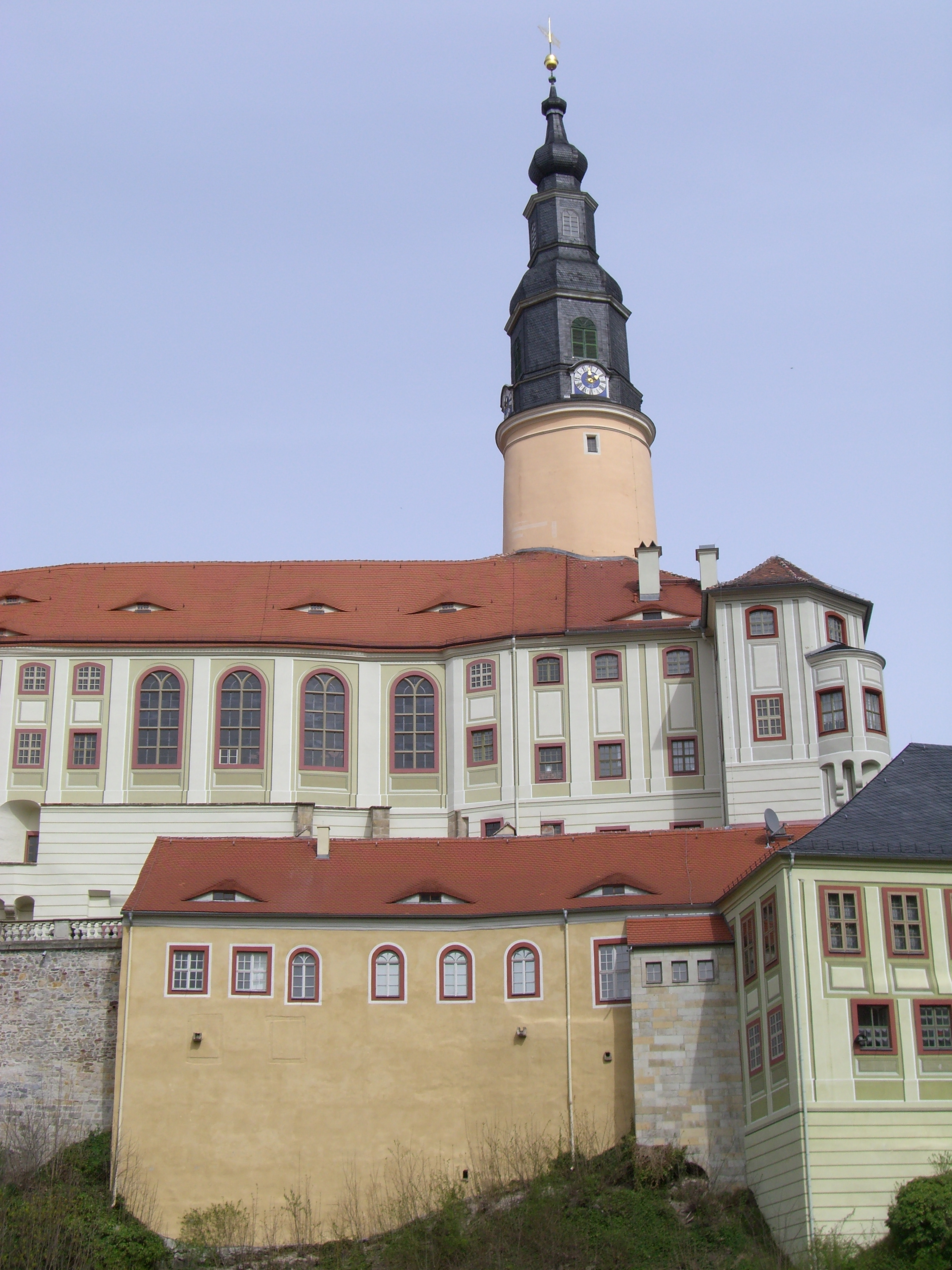
Schloss Weesenstein, Blick zur Schlosskapelle und dem markanten Schlossturm

## Leben in Weesenstein
Andreas Hünigen wurde am 13. August 1712 in Kleinsedlitz geboren. Sehr früh verwaist, verbrachte er bei Verwandten in Weesenstein seine Kindheit. Im Jahr 1737 heiratete im Alter von 25 Jahren in Weesenstein. Unter der Leitung des Zimmermeisters Johann George Schmidt – eines Schülers, Nachfolgers und Schwagers von Ratszimmermeister George Bähr – arbeitete er 1736 beim Ausbau der Schlosskapelle Weesenstein. Vermutlich war diese Arbeit Hünigens Meisterstück. Später selbständig, leitete Hünigen einige Um- und Neubauten von Kirchen im Kurfürstentum Sachsen. Er wurde zum gefragtesten Bau- und Zimmermeister jener Zeit in Sachsen, vornehmlich in den Gegenden um Pirna, Dippoldiswalde und in der Oberlausitz. Für einige Dörfer, Herrenhäuser und Rittergüter leitete er Um- und Neubauten und prägte damit das ländliche Bauen in den Regionen.
Die dreischiffige Stadtkirche St. Nicolai in Pulsnitz aus dem 16. Jahrhundert wurde nach einem Brand im Jahr 1742 nach seinen Plänen bis 1745 wieder aufgebaut. Erst 1781 wurde die Turmhaube vollendet. Bereits 1747 wurde unter Leitung Hünigens die Turmspitze des Schlosses Weesenstein in der heutigen Form errichtet. Die Herren von Bünau ließen nach seinen Plänen 1750 im Park Weesenstein einen zweigeschossigen Jagdpavillon bauen. Von 1754 bis 1755 gestaltete er im Schloss Weesenstein ein Schlosszimmer um und unter seiner Regie entstanden im Schlossgarten die Brücke über die Müglitz und die prächtigen Gartentore.
Vermutlich ist er für den Ausbau der Kirche in Rammenau von 1744 bis 1749 sowie der Kirche in Breitenau bei Pirna bis 1748 verantwortlich. Die Dorfkirche in Röhrsdorf bei Pirna baute er bis 1749, ein Rechteckbau mit Emporen und Kanzelaltar sowie einem Dachreiter über dem Krüppelwalmdach. Im Jahr 1750 folgte die Dorfkirche in Johnsbach bei Dippoldiswalde. Von 1749 bis 1756 und von 1763 bis 1766 wurde die Dorfkirche in Kittlitz bei Löbau im Auftrag des Patronatsherren Karl Gotthelf von Hund mit rechteckigem Grundriss und abgeschrägten Ecken erbaut. Ihr stirnseitiger Westturm entstand erst von 1772 bis 1775. Um 1752 baute er für die Herren von Nostitz das Wasserschloss in Niederruppersdorf auf den Grundmauern eines abgebrannten Vorgängerbaus wieder auf.

## Leben in Zittau

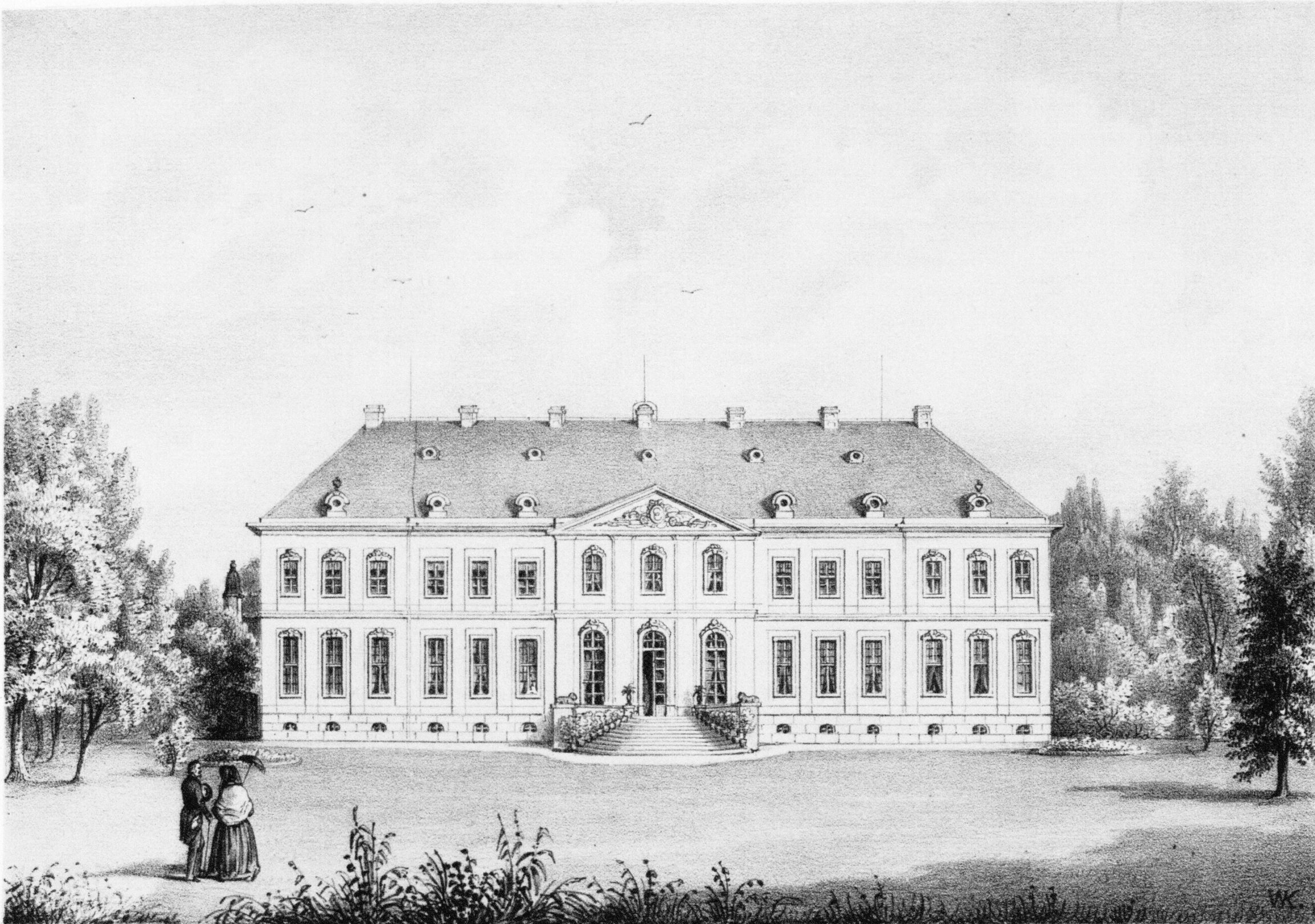
Schloss Reibersdorf

Im Jahr 1757 erfolgte der Umzug nach Zittau. Dort warteten nach dem Beschuss der Stadt durch die Österreicher am 23. Juli 1757 umfangreiche Wiederaufbauarbeiten. Zunächst erhielt die Petri-Pauli-Kirche eine neue Turmbekrönung mit Laterne, Spitze und Kreuz. Der ausgebrannte Rathausturm wurde mit einer pyramidenähnlichen Spitze erneuert. Im Jahr 1760 wurde Hünigen vom Zittauer Rat zum Bauschreiber berufen. Gleichfalls 1760 begann der Wiederaufbau der spätgotischen Johanniskirche, die 1757 durch österreichische Truppen im Siebenjährigen Krieg völlig zerstört worden war. Für die Kirche plante er eine zweitürmige stirnseitige Giebelseite. Der Wiederaufbau wurde mehrfach wegen Geldmangel und Baumängeln verzögert, so dass später der Baumeister und Architekt Karl Friedrich Schinkel mit dem Weiterbau beauftragt wurde. Von 1763 bis 1766 baute er für den Kabinettsminister Johann Georg von Einsiedel nach Plänen von Friedrich August Krubsacius das nahe Zittau gelegene Schloss in Reibersdorf. Im Jahr 1768 fertigte er einen Entwurf für eine neue Kirche in Oberoderwitz. Viele Baumaßnahmen in der Stadt und ihrer Umgebung an Mühlen, Mauern, Wasserleitungen, Bächen und Brücken tragen seine Handschrift.
Für seine Verdienste wurde er 1774 zum Oberbauschreiber der Stadt Zittau ernannt. Nach seinen Plänen begann 1777 der Neubau des Zittauer Rathauses. Hünigens Bauten waren von einer gelungenen ästhetischen Profilierung bestimmt, welche noch heute die erhalten gebliebenen Werke auszeichnet. Am 15. November 1781 verstarb er in Zittau und wurde am 22. November beigesetzt.
Nach seinem Tod folgte ihm sein jüngerer Sohn Johann Georg Hünigen im Oberbauschreiber-Amt.